# Arcos, Minas Gerais
Arcos  este un oraș din unitatea federativă Minas Gerais, Brazilia.